# Spitalkirche (Schwabach)

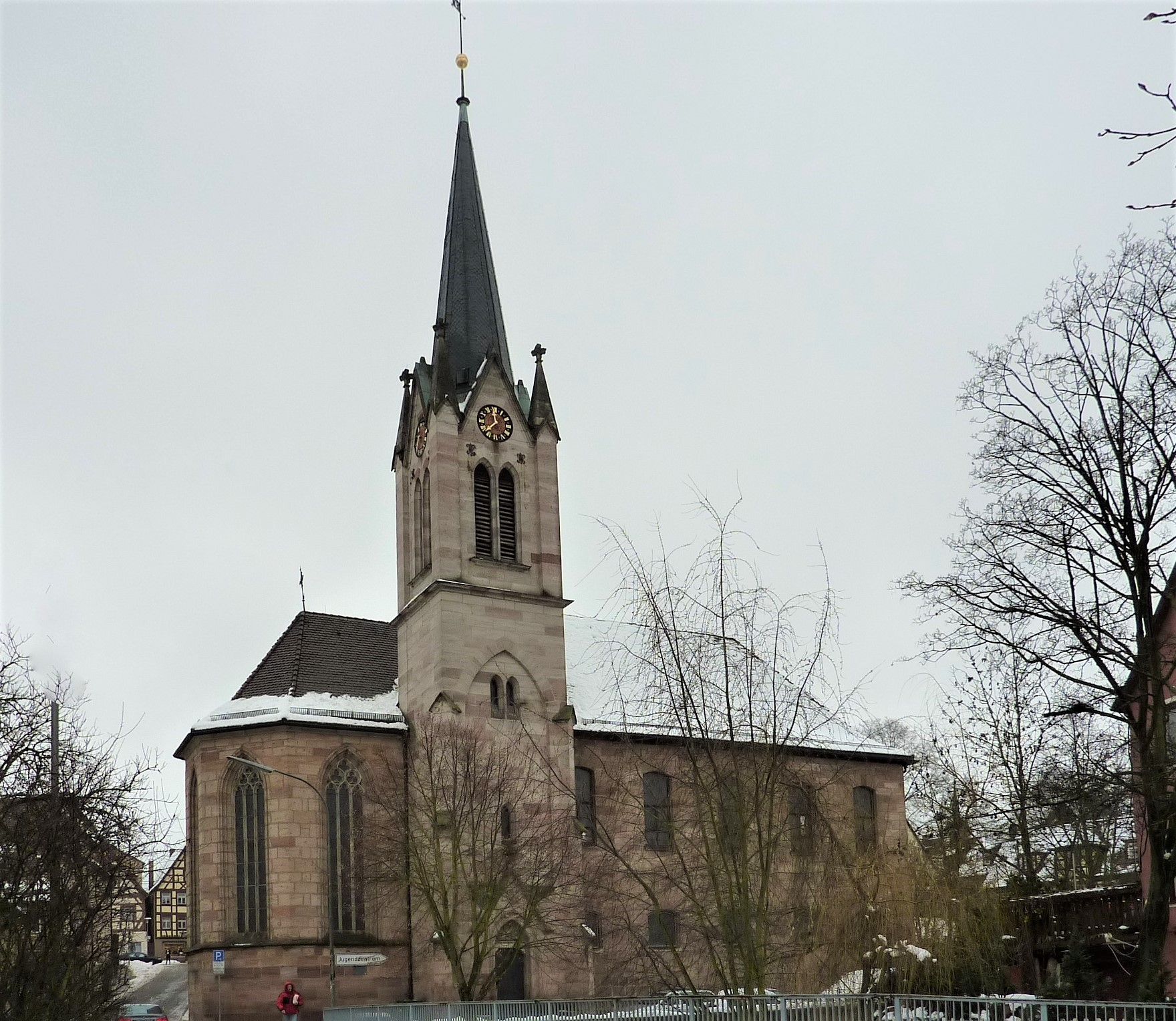
Schwabach – Spitalkirche

Die Spitalkirche ist eine denkmalgeschützte Kirche in Schwabach in Mittelfranken.

## Geschichte
Das Schwabacher Spital wurde 1375 von der Nürnberger Familie Glockengießer unter Mitwirkung des Landesherrn, des Burggrafen Friedrich V. von Nürnberg, gegründet. Die erste Kirche stammte aus dem Jahr 1404. Die heutige Evang.-Luth. Spitalkirche St. Antonius und St. Elisabeth ist ein Saalbau aus den Jahren 1755/56 mit dem einbezogenen Chor von 1404. Der Turm der Kirche stammt aus dem Jahr 1885. Nach einem Bombenangriff im Oktober 1941 zerstört, wurde die Kirche im Jahr 1953 neu geweiht.